# هارولد رايت
هارولد رايت (بالإنجليزية: Harold Wright)‏ (19 فبراير 1884 - 14 سبتمبر 1915) هو لاعب كريكت بريطاني (وحمل سابقاً جنسية المملكة المتحدة لبريطانيا العظمى وأيرلندا).